# Iliaz Vrioni

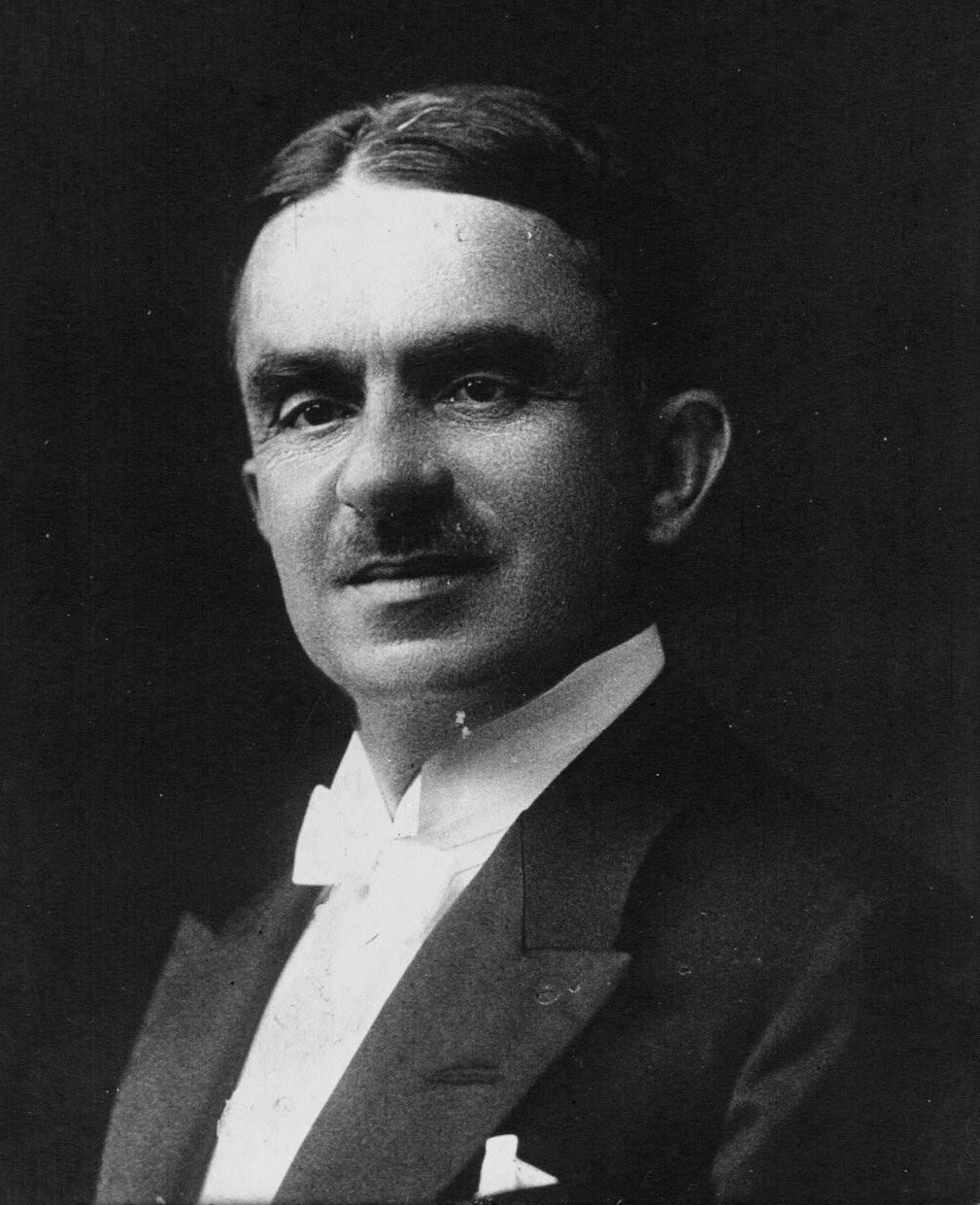
Iliaz Bej Vrioni 1932

Iliaz Bej Vrioni (* 1882 in Berat; † 17. März 1932 in Paris) war ein albanischer Politiker und Diplomat. Er war dreimal Ministerpräsident und fünfmal Außenminister Albaniens. Zuerst parteilos, wurde Vrioni später Mitglied der Albanischen Fortschrittspartei.

## Leben
Iliaz Bey Vrioni wurde in eine sunnitisch-moslemische Großgrundbesitzerfamilie hineingeboren, die umfangreichen Landbesitz um die Städte Berat und Fier sowie in der Region Myzeqe hatte. Sein Vater Mehmet Ali Pascha Vrioni war ein hoher Würdenträger in der Verwaltung des Osmanischen Reiches.
Iliaz Bej Vrioni gehörte zu den Unterzeichnern der albanischen Unabhängigkeitserklärung am 28. November 1912. Er diente erstmals vom 19. November 1920 bis zum 1. Juli 1921 als Ministerpräsident Albaniens und später im gleichen Jahr vom 11. Juli bis zum 16. Oktober 1921. Am 30. März 1924 wurde er erstmals zum Außenminister ernannt, was er jedoch nur bis zum 27. Mai blieb. Vom 24. Dezember 1924 bis zum 5. Januar 1925 war er Ministerpräsident und zugleich Außenminister. 1925 bis 1926 wurde Iliaz Bej Plenipotentiarminister in Paris und London. Später war Iliaz Bej Vrioni vom 12. Februar bis zum 21. Oktober 1927 erneut Außenminister. Vom 26. Oktober 1927 bis zum 21. Mai 1928 war er abermals Außenminister und diesmal zugleich stellvertretender Justizminister. Und vom 11. Mai bis 1. September 1928 sowie schließlich vom 5. September 1928 bis zum 13. Januar 1929 stand er nochmals dem Außenministerium vor. Er starb 1932 in Paris, als er in seinem zweiten Mandat als Plenipotentiarminister des Königreichs Albanien in Paris und London diente.
Ein Sohn war der Übersetzer Jusuf Vrioni.

## Ehrungen
- Iliaz Bej Vrioni wurde in den 1920er Jahren mit dem Orden des Großoffiziers der Ehrenlegion der Französischen Republik ausgezeichnet.